# Забайкальський крайовий драматичний театр
Забайкальський крайовий драматичний театр (рос. Забайкальский краевой драматический театр) — театр у місті Читі. З 2019—2022 рр проводилася реконструкція будівлі, змінений зовнішній вигляд входу будівлі, всередині все замінено на нове обладнання, зроблена сцена, що крутить.

## Історія
Театр веде початок з 1920-х років як Театр робітничої молоді (ТРАМ) в місті Самарі; пізніше існував як Куйбишевський театр ім. ХХ-річчя ВЛКСМ. За іншими даними, заснований в 1937 році з артистів Горьківського театру оперети, як Читинський обласний театр Музичної комедії. В іншому джерелі датою заснування театру названо 1911 рік. Це підтверджується тим фактом, що після пожежі старого дореволюційного дерев'яного будинку, в якому розміщувався театр, постало питання про будівництво нового.
З 1939 року театр перебрався в Читу: Куйбишевський театр ім. ХХ-річчя ВЛКСМ приїхав на гастролі в Читу і залишився тут працювати. 16 листопада 1939 року був відкритий перший сезон. Цей рік вважається роком заснування театру. У трупі було 15 артистів. Актори грали ролі в театрі, побудованому в 1911 році за проектом Федора Пономарьова. Там була сцена площею 400 м2, з оркестровою ямою, зал на 1100 місць, партер, ложі, балкон з окремим гардеробом і буфетом. Головним режисером був Є. Бєлов.
Талановиті російські режисери на підмостках театру ставили багато вистав; багато хто з режисерів згодом зробив значний вплив на російське Театральне мистецтво. У театрі грали також талановиті актори: В. Іздеберська, А. Федорова, Л. Кулагін, В. Кнестіков, В. Сафонов, Б. Кузін і багато інших.
У 1971 році будівля Театру згоріла. Театр розмістився в новій будівлі зі скляним фасадом, архітектором якого став Е.Рейх.
У 1980-х роках відбувся розквіт театру. Він був безпосередньо пов'язаний з іменами режисерів вахтанговського спрямування: О. Славутського, Є. Золотарьова, В. Кнестікова та ін.
З 1987 по 1990 роки, коли головним режисером був Золотарьов, театр активно ставив спектаклі для дітей.
З 1990 року по 2011 рік головним режисером театру був заслужений діяч мистецтв Росії Микола Березін.
З кінця 2012 року художнім керівником театру став Сергій Олександрович Юлін, заслужений артист Російської Федерації (1999).
Головні режисери в театрі змінювалися часто. З 2019—2022 рр проводилася реконструкція будівлі, змінений зовнішній вигляд входу будівлі, всередині все замінено на нове обладнання, зроблена сцена, що крутиться.

## Репертуар
- «Американська рулетка», Мардань
- «Чайка», Чехову
- «Поминальна молитва», Горіну.
- «Пігмаліон», Шоу.
- «Російський секрет», Дмитрієв.
- «Портрет Доріана Грея», Вайлд.
- «Забайкальська кадриль», Гуркін.
- «Хай буде честь на п'єдесталі», Окуджава, Солнцев, Кукулевич.
- «Дуже проста історія», Ладо.
- «Ревізор», Гоголь.
- «З коханими не розлучайтеся», Володін.
- «Євгеній Онєгін», Пушкін.
- «Капітанська дочка», Пушкін.
- «Не покидай мене», Дударєв.
- «Недоросль», Фонвізін.
- «Ігри на горищі», Марков.
- «Місячне Чудовисько», Каліноскі.
- «Тітонька з Бразилії», Томас.
- «Джульєтта. Метаморфози любові», Шекспір.
- «Рябий пес, що біжить краєм моря», Айтматов.
- «Остання спроба», Задорнов.
- «Дванадцята ніч, або що завгодно», Шекспір.
- «Дон Кіхот», Булгаков.
- «Пишіть суму прописом», О.Генрі, Журбін.
- «Дивні тіні міста Ч», Чехов.
- «Ніч перед Різдвом», Гоголь.
- «Одруження Бальзамінова», Островський.
- «Підприємство „Мертві душі“», Гоголь.
- «Качка і стакан води», Федоров.
- «Вбивство на вулиці Лурсін», Лабіш, Мюнп'є.
- «Безіменна зірка», Себастіан
- «Федя Пітунін застрелився», Ердаман

## Трупа
У трупі театру (2023) тридцять вісім акторів, з них три актори-заслужені артисти Російської Федерації:
- Олексій Заїнчковський, заслужений артист Росії(2010) ;
- Любов Гамова, заслужена артистка Росії;
- Катерина Рябова, заслужена артистка Росії.

Художній керівник театру — Юрій Пояркін.